# Molí de Cercós
El molí de Cercós és un edifici de la vila d'Amposta protegit com a bé cultural d'interès local.

## Descripció
Molí situat situat al recinte del castell d'Amposta. L'actual plaça del castell era l'antic pati del molí, amb una antiga bàscula per pesar camions. A la banda dreta de la plaça hi ha l'edifici de l'habitatge, conformat per planta baixa i un pis -amb teulades a dues aigües laterals i una coberta plana central-.

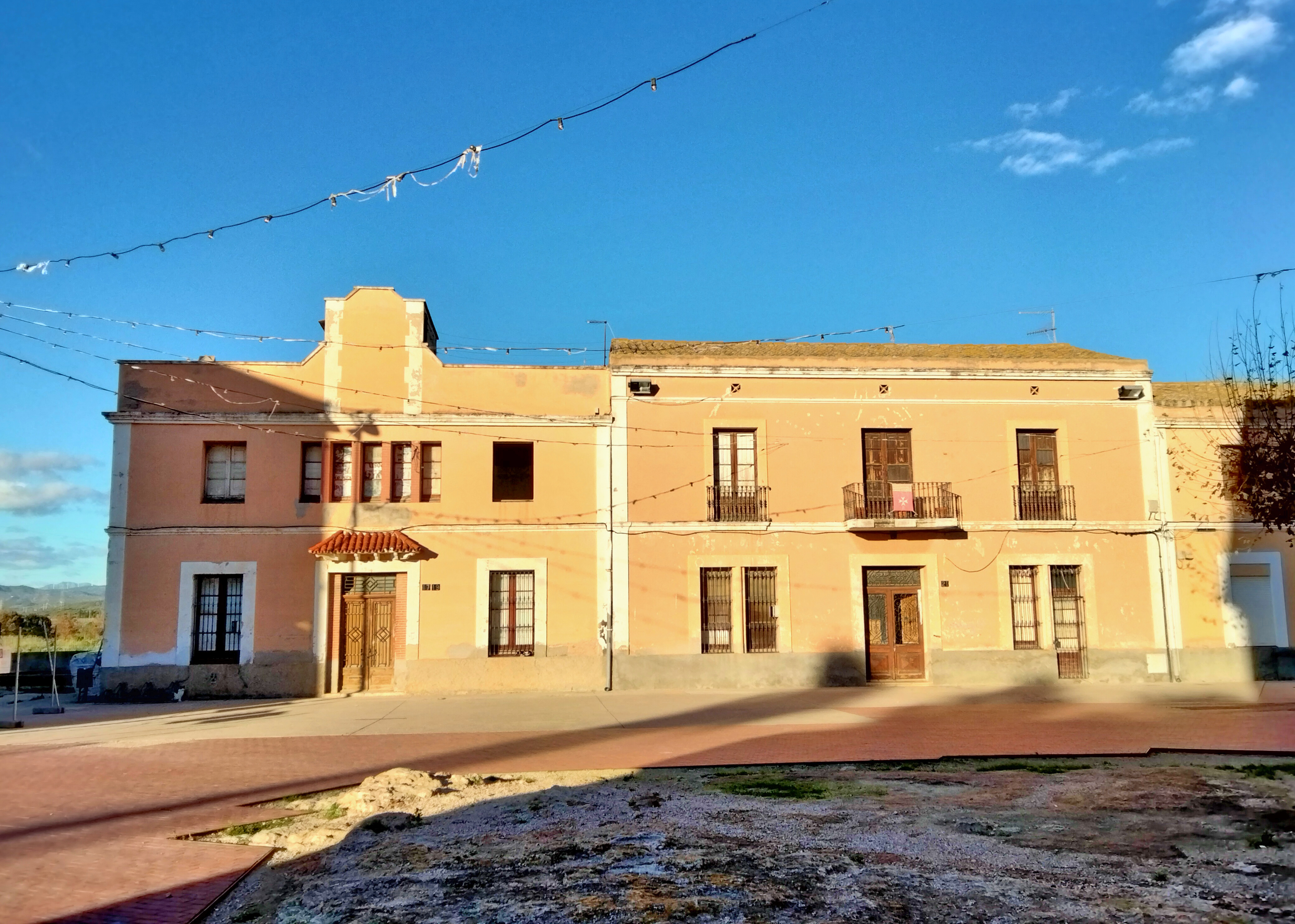
Les cases del molí de Cercós, a la plaça del Castell

Al fons de la plaça hi ha el gran edifici del molí, en forma d'"U", amb planta baixa i dos pisos i coberta a dues aigües; l'organització és simètrica: xemeneia, maó i maçoneria. La planta, tant del recinte com dels edificis, són irregulars.

## Història
Construït a inicis del segle xx, es tractava d'un molí que funcionava amb calderes - també s'hi cremava la clotxa de l'arròs-. Per aquells anys era el més important de tota la comarca.
Cap a l'any 1926 es va cremar l'edifici -eren tots de fusta-, encara que l'estructura es va mantenir -excepte el tercer pis que fou suprimit, tot i que avui es conserva part de la seva fesomia estructural exterior-. Es modificà l'interior, així com la teulada i es canvià el molí per un d'elèctric que funcionava amb turbines. Aquest, a més, subministrava electricitat a les cases dels voltants.

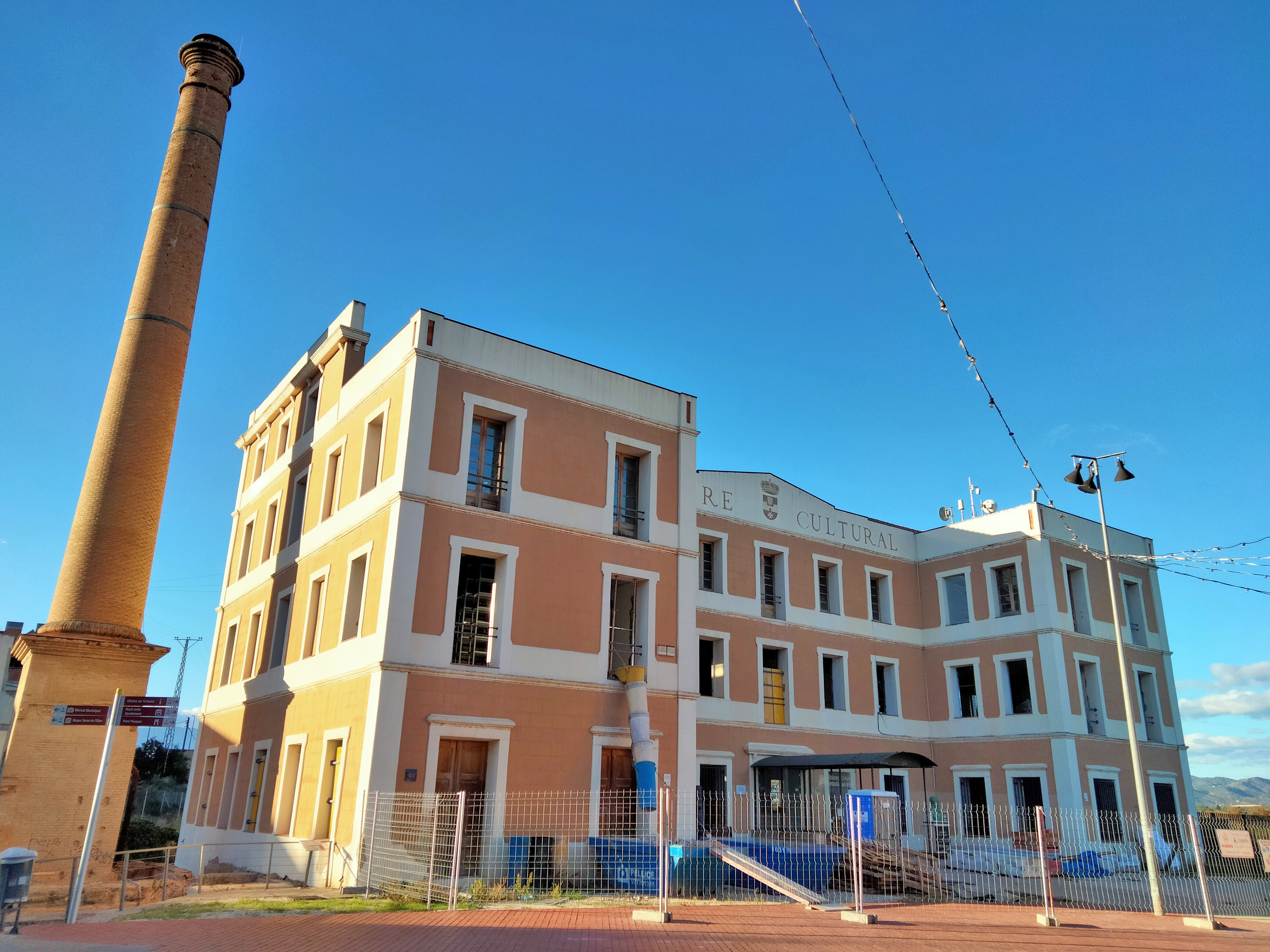
El conjunt, en obres, el novembre del 2022

Durant la guerra civil, les forces republicanes es van apropiar de la major part dels importants arxius del molí. Després de la guerra va funcionar com a tal fins als anys seixanta. El 1987 l'Ajuntament d'Amposta adquirí i remodelà el recinte i actualment acull la biblioteca Sebastià Juan Arbó.